# Bartels (Mondkrater)
Bartels ist ein Einschlagkrater am westlichen Rand der sichtbaren Vorderseite des Mondes. In dieser Position ist der Krater nur von der Seite her sichtbar und die Beobachtung wird durch Librationseffekte beeinflusst. Eine vollständige Beobachtung ist nur aus dem Mondorbit möglich.
Er liegt nördlich des Kraters Moseley und südsüdöstlich von Voskresenskiy.
Der Kraterrand von Bartels ist, vor allem im südlichen Bereich, durch Erosion und nachfolgende Einschläge abgenutzt und erodiert. Der nordöstliche Rand wird durch einen kleineren Krater überlagert. Der Kraterboden formt eine glatte Ebene mit einem niedrigen Zentralgipfel und weist einige winzige Einschlagkrater auf.
| Buchstabe | Position           | Durchmesser | Link |
| --------- | ------------------ | ----------- | ---- |
| A         | 25,71° N, 89,56° W | 17 km       |      |